# جيري جيرارد
جيري جيرارد (بالإنجليزية: Jerry Girard)‏ هو دي جيه أمريكي، ولد في 6 أغسطس 1932، وتوفي في 25 مارس 2007 بسبب سرطان المريء.